# Teatre Nacional de Veveří
Teatre Nacional de Veveří o Teatre Nacional de Brno (en txec Divadlo na Veveří o Národní divadlo Brno) fou el Teatre Nacional Txec de Brno, abans que aquesta funció passés al Teatre Mahen i a altres teatres, com el Teatre Janáček (Janáčkovo divadlo).

## Història
El 1883, una cooperativa txeca va adquirir l'anomenat Edifici Orfeum al carrer Veveří, núm. 15 (de 1867 a 1915 Eichhorngasse). L'arquitecte Eduard Svoboda es va encarregar de la conversió a un teatre funcional.
El 1894 el teatre va patir canvis importants. L'arquitecte Bedřich Münzberger va construir l'auditori amb una nova galeria i balcó; es va pintar tot l'auditori i es va decorar el portal de l'escenari amb un draper pintat.
L'edifici ha sofert modificacions i ajustaments menors al llarg de la seva existència. El 1915, es va afegir una extensió. Una solució satisfactòria va sorgir amb una extensió als anys vint i trenta. Gradualment, es va produir l'electrificació i la renovació del sistema de calefacció. L'escenari, dissenyat per Eduard Svoboda, es va mantenir gairebé sense canvis en les seves dimensions.
Durant els atacs aeris a Brno al final de la Segona Guerra Mundial, el teatre va ser destruït en gran part. Després de tres atacs amb bomba el 20 de novembre de 1944 va esclatar un incendi en la seva decoració, es van produir explosions i saquejos. L'edifici es va malmetre durant els darrers combats a Brno i posteriorment va ser enderrocat.
El teatre va ser el lloc d'estrena d'obres teatrals i òperes txeques destacades, entre les quals destaca Jenůfa de Leoš Janáček (1904). També Jiří Mahen va començar la seva carrera teatral en aquesta casa.

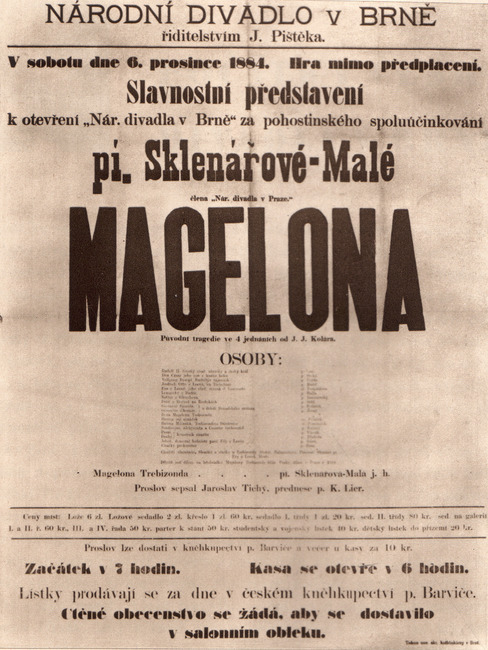
Magelona – Cartell teatral 1884
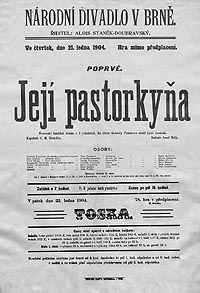
Jenůfa – Cartell de l'estrena 1904
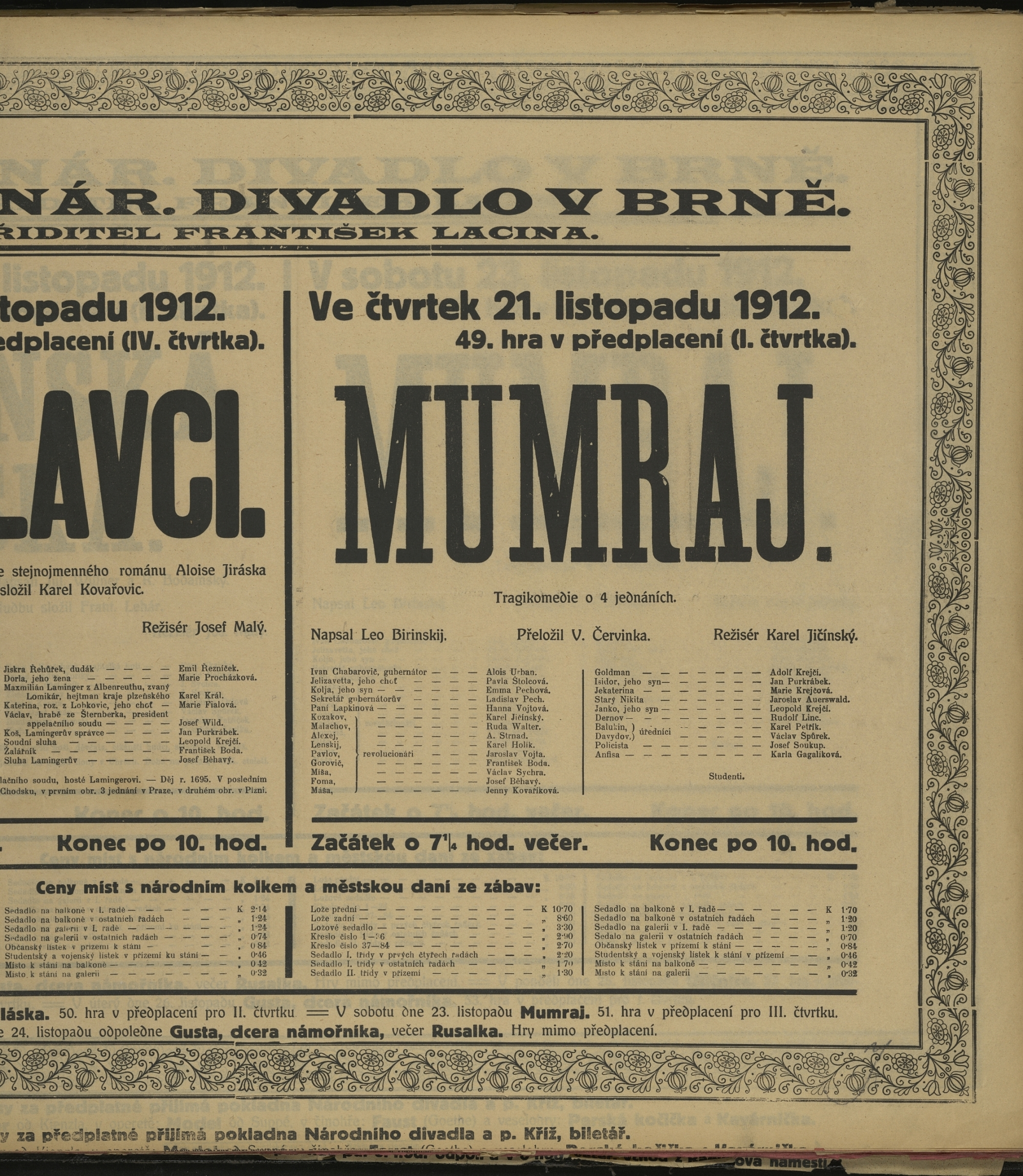
Mumraj – Cartell teatral 1912